# 蘇切維察鄉
47°47′N 25°43′E / 47.783°N 25.717°E
蘇切維察鄉（羅馬尼亞語：Comuna Sucevița, Suceava），是羅馬尼亞的鄉份，位於該國東北部，由蘇恰瓦縣負責管轄，面積89平方公里，海拔高度545米，2002年人口2,750，人口密度每平方公里31人。